# Милош Делић (пуковник)
Милош Делић (Феризовићи, Рогатица 30. октобар 1949) је пензионисани пуковник Војске Републике Српске. Био је командант Илијашке пјешадијске бригаде ВРС.

## Биографија
У Сарајеву је 1968. завршио гимназију, а 1972. Војну академију копнене војске, смјер пјешадија. Командно-штабну школу копнене војске завршио је 1989. године. Службовао је у гарнизонима Петриња, Сисак, Сарајево и Крушевац. Службу у Југословенској народној армији завршио је на дужности наставника у Центру за специјалистичку обуку копнене војске, у чину потпуковника. У Војсци Републике Српске је био од 20. јануара 1993. до пензионисања, 31. октобра 1999. Био је командант лаке пјешадијске бригаде, командант пјешадијске бригаде, начелник тактичке групе, референт у одјељењу за оперативно-наставне послове у штабу корпуса и начелник пјешадије у штабу команде корпуса. У чин пуковника унапријеђен је 9. јануара 1998.

## Одликовања и признања
- Медаљом за војне заслуге
- Орденом за војне заслуге са сребрним мачевима,
- Орденом народне армије са сребрном звијездом,
- Орден Карађорђеве звијезде III реда[1]